# トマソン (アニメ制作会社)
株式会社トマソン（英: TOMASON Co., Ltd）は、アニメーション・CGを中心とした映像制作や音響・映像の企画・制作を主な事業とする日本の企業。

## 概要・沿革
1988年にグループ・タックのプロデューサーであった沼田かずみが独立して設立。社名の由来は沼田がトマソン現象に興味を持ち「無用の長物・超芸術・いつなくなってもよい」ということから、あえてエイプリルフールの仏滅に設立した。
1988年に大崎のマンションから始まり、1992年より東京都港区高輪に移転し、2009年1月に東京都大田区南馬込5丁目19番3号に本社ビルを構える。
アニメーション制作をはじめ、CM制作や音響・映像の企画・制作などを手がけている。一方、「これからはアニメーションとCGの時代が来る」と予想し設立時点でコンピューターを積極的に導入したことで、CG制作も長年手がけており、3DCGを得意分野としている。

## 作品

### テレビアニメ
- アニメ浪曲紀行 清水次郎長伝（2000年[2]）
- 忍者玉丸シリーズ（ファミリー劇場）
  - 忍者玉丸（2007年）
  - 新・忍者玉丸（2008年）
  - 忍者玉丸東海道五十三次（2009年）
- ふるさと再生 日本の昔ばなし（テレビ東京、2012年 - 2017年）
- ふるさとめぐり 日本の昔ばなし（テレビ東京、2017年 - 2018年）
- けものフレンズ2（テレビ東京、2019年）
- 歌うサッカーパンダ ミファンダ（BS-TBS、2021年[3]）

### OVA
- スイートスポット（1991年、中尊寺ゆつこ）
- 浜昼顔の詩

### 制作協力
- 地球少女アルジュナ（制作元請：サテライト、各話制作協力・CGアニメーション、2001年）
- メトロポリス（制作元請：マッドハウス、制作協力・CGアニメーション、2001年）
- Valérian and Laureline（制作元請：サテライト、各話制作協力・CGアニメーション）

### その他
- SMAP 015/Drink! Smap! オープニングアニメーション（2002年）
- SMAP '03 "MIJ Tour"「がんばれ王子」ライブアニメーション（2003年）
- 布袋寅泰『Liberty wings』 アニメーション制作（2005年）
- Sound Horizon『美しきもの』『歓びと哀しみの葡萄酒』ライブアニメーション
- サイエンスアドベンチャー 未来は君たちの手に（東京電力福島第二原子力発電所サイエンスシアター オリジナル3D映画）
- ぼくらの裁判員物語（最高裁判所）
- 集英社文庫「ナツイチ2008」「言葉のちがう世界で」
- サイエンスドーム八王子 プラネタリウムソフト制作（2007年）
- Boom Boom Wonderland（ビリーズ・ブートキャンプ）アニメーション制作
- 動画（タカラトミーの公式サイト「アニアのおたのしみ動画」内、タカラトミーの公式サイト「アニア探検隊」内、タカラトミーの公式サイト「クイズ」内）
  - アニア探検隊 アイランダーズ アニメーション制作 - 現在はいずれも動画は非公開。
    - アニア探検隊 アイランダーズ 第1話
    - アニア探検隊 アイランダーズ 第2話
    - アニア探検隊 アイランダーズ 第3話

  - アニアどうわ アニメーション制作
    - アニアどうわ 大きなカブ
    - アニア 昔ばなし パン太郎
    - アニアどうわ 時をかけるアニア
    - アニア☆フレンズ
    - アニアどうわ 元気な子
    - アニアどうわ ゾウ太と豆の木

  - ストップモーション 制作
    - ライオンからの大逃走！おおきなアニア動物園&水族館
    - 火山が大噴火!アニア 動物 恐竜 大混乱！
    - 恐竜大混乱！シルバーティラノ、チンパンジーと修行！
    - 恐竜たちを怒らせた！逃げろ！アニア 動物 恐竜 トミカ はたらく車

  - アニアのうた PV制作
  - アニア探検隊！ 制作協力
    - アニア探検隊！ IN富士サファリパーク
    - アニア探検隊！ よこはま動物園ズーラシア
    - アニア探検隊！ 福井県立恐竜博物館
    - アニア探検隊！ 東山動植物園
    - アニア探検隊 和歌山 アドベンチャーワールド（前後編）
    - アニア探検隊 太古レストラン酒場 ダイナソー
    - アニア探検隊 東武動物公園
    - アニア探検隊 那須サファリパーク

  - クイズ 制作
    - アニアクイズ　サバンナ
    - アニアクイズ　きょうりゅう
    - アニアクイズ（そらじま）
    - アニアクイズ（きょうりゅう）
    - アニアクイズ（ジャングル）
    - アニアクイズ（こうや）
    - アニアクイズ　きょうりゅう
    - アニアクイズ　マウンテンアイランド
    - アニアクイズ　もり
    - アニアクイズ やま編
    - アニアクイズ もり編
    - アニアクイズ へや編
    - アニア クイズ こうえん編
    - アニアクイズ　うみ編
    - アニアクイズ　もり編
- 俳句投稿サイト「俳句ステーション」の運営
- 津波防災啓発ビデオ「津波からにげる」（2012年）
- 動画配信サービス「昔ばなしランド」（2022年） ※一般社団法人日本昔ばなし協会との共同制作・運営[4]
- 日本財団「海ノ民話アニメーション」 ※一般社団法人日本昔ばなし協会との共同制作・運営